# Jan Romare
Jan Romare (3 janvier 1936 - 31 août 2017) était un auteur de bande dessinée suédois. Dans les années 1950 et au début de la décennie suivante il réalise plusieurs comic strips humoristiques. Il travaille ensuite pour le ministère des Affaires étrangères jusqu'à son retour à la bande dessinée en 1987 avec Pyton, comic strip humoristique publié dans le Dagens Nyheter et recueilli en plusieurs albums dans les années 1990. Il crée ensuite de nouvelles séries pour le même journal.

## Distinction
- 1996 : Prix Adamson du meilleur auteur suédois pour l'ensemble de son œuvre